# Профитис
Профитис (грч. Προφήτης) је насељено место у општини Бешичко Језеро у периферији Средишња Македонија, Грчка. Према попису из 2021. године било је 819 становника.
Према бугарском географу и историчару, Василу Канчову, у Профитису је 1900. године живело 450 Грка. Село се раније звало Клисали.